# Maura Rivera
Maura Verónica Rivera Díaz (Santiago, 18 de diciembre de 1984) es una bailarina y comunicadora chilena. Alcanzó reconocimiento masivo en su país como participante del programa de talentos juvenil Rojo Fama Contrafama, donde se consagró como una de sus integrantes más emblemáticas.

## Biografía

### Inicios en televisión
Maura Rivera comenzó su carrera en la competencia de jóvenes modelos Miss 17 organizado por la revista chilena del mismo nombre, llegando a ser una de las 6 finalistas en el año 2000-2001. Posteriormente participó en el programa juvenil Música libre y en el misceláneo Venga conmigo, ambos de Canal 13, y en Tremendo choque de Chilevisión.

### Rojo fama contrafama
A finales de 2002, Rivera ingresa a participar de la primera generación del programa juvenil busca talentos Rojo fama contrafama, transmitido por Televisión Nacional de Chile (TVN). A pesar de quedar afuera de la final y del recién conformado Clan Rojo, Rivera fue invitada a formar parte del Clan para apoyar en el baile tanto a los nuevos participantes como en presentaciones propias. En el segundo semestre del 2003, es invitada para participar de la competencia del «Símbolo Rojo II», junto con los finalistas de la segunda generación, alcanzando el primer lugar.
Por su condición de integrante del Clan y posición dentro de su generación (6° lugar), participó en el «Gran Rojo», competencia que enfrentó a los finalistas de las tres primeras generaciones en pruebas totalmente nuevas para el programa. De los 15 cantantes y 16 bailarines participantes, sólo quedarían 8 de cada rubro, los que recibirían un contrato por todo un año con TVN. Rivera obtuvo durante la competencia un incondicional apoyo del público, lo que la llevó a nunca pasar a capilla y a formar parte del «Clan de Oro». Rivera quedó octava en la competencia por notas del jurado.
Si bien ya era conocida en el medio nacional chileno, no fue hasta un musical en la gala de cantantes del Rojo Final 2004 que Maura Rivera se consolidó como una de las figuras más populares de Rojo fama contrafama. La bailarina logró marcar con su musical la sintonía más alta de la noche y de la historia del popular programa, 44 puntos.Rivera permaneció en el programa hasta su reestructuración en 2008, cuando se eliminó el clan y abandonaron integrantes históricos del mismo.

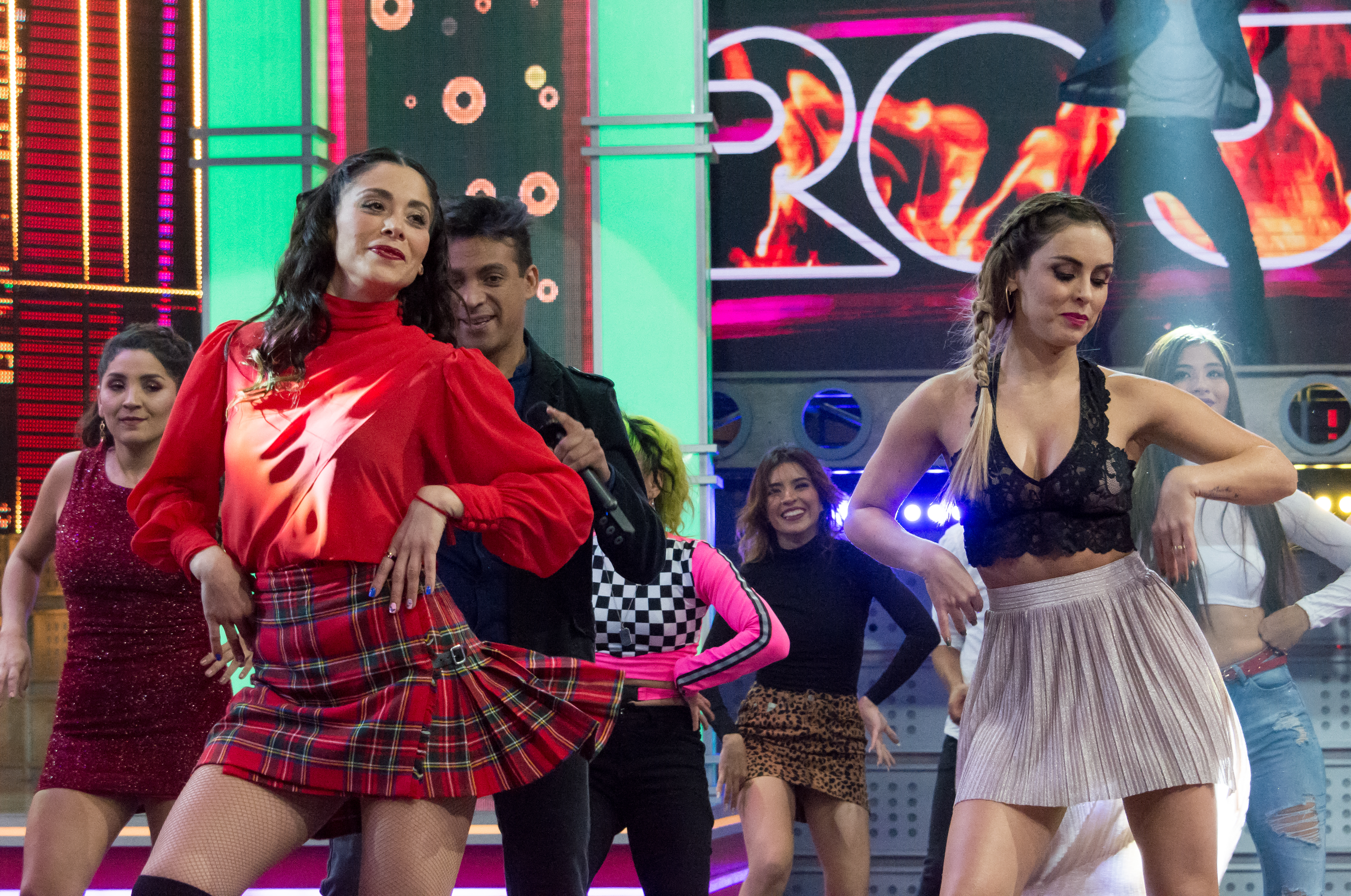
Yamna Lobos (izquierda) y Maura Rivera, las dos bailarinas de Rojo que popularizaron «La cocotera».

#### «La cocotera»
Después de alcanzar un alto nivel de popularidad, Rivera fue invitada por el programa a grabar una canción junto a su compañera, la también bailarina Yamna Lobos, para el disco veraniego del programa y hacer una dupla de bailarinas-cantantes. Juntas grabaron un cover del tema «La cocotera» y obtuvieron un disco de oro.

### Después de su participación enRojo
Después de su participación en Rojo, Maura Rivera compitió en Estrellas en el hielo de TVN y fue panelista de los programas de Canal 13 Alfombra roja y Viña 50 años. La bailarina también protagonizó el videoclip «Lady Love Me» del grupo chileno Canal Magdalena.
Maura fue una de los 10 participantes de la primera temporada del programa Fiebre de baile de CHV, el cual se diferencia de los demás estelares de baile, ya que consiste en una competencia donde los concursantes ya han tenido experiencia en programas estelares y reality shows. El 2 de septiembre de 2009, Rivera ganó la competencia con un 51,96% de los votos del público.
En 2019 regresó a Rojo, esta vez como «coach» de los bailarines.

## Apariciones en televisión
| Año       | Título                     |
| --------- | -------------------------- |
| 2000-2001 | Venga conmigo              |
| 2001-2002 | Música libre               |
| 2002      | Tremendo choque            |
| 2002-2008 | Rojo: fama contrafama      |
| 2008      | Estrellas en el hielo      |
| 2008-2009 | Nominados                  |
| 2008-2009 | Zona de estrellas          |
| 2009      | Viña, 50 años del festival |
| 2009      | Alfombra roja              |
| 2009      | Fiebre de baile            |
| 2009      | Sin vergüenza              |
| 2011      | Mi nombre es               |
| 2012      | Fiebre de baile            |
| 2017      | Imparables                 |
| 2019      | Rojo: en Vacaciones        |
| 2019      | Rojo, el color del talento |

## Música y colaboraciones

### Sencillos
- 2005: La cocotera (con Yamna Lobos)
- 2005: Enamórame (con Yamna Lobos)

### Videoclips
- 2009: «Lady Love Me» (de Canal Magdalena)

## Vida personal
Está casada con el futbolista sudafricano-chileno Mark González, con quien contrajo matrimonio civil el 23 de diciembre de 2010, y por la iglesia católica en enero de 2011. La pareja tiene dos hijos, Mark y Luciana.
Rivera se ha hecho conocida por ser una defensora de los animales. Colaboró en una marcha el 6 de septiembre de 2008 en contra del maltrato sufrido por novillos en rodeos y circos chilenos, organizada por AnimaNaturalis. En una entrevista también afirmó que siente pasión por los animales y detesta el uso de las pieles como vestimenta. Desde inicios de 2016, Rivera es vegetariana por motivos éticos.